# Klebriges Greiskraut
Das Klebrige Greiskraut (Senecio viscosus), auch Kleb-Greiskraut oder Klebriges Kreuzkraut genannt, ist eine Pflanzenart aus der Gattung Greiskräuter (Senecio) innerhalb der Familie der Korbblütler (Asteraceae). Ihre natürliche Heimat liegt in den gemäßigten Zonen Eurasiens, und sie ist in einigen Gebieten der Welt ein Neophyt.

## Beschreibung

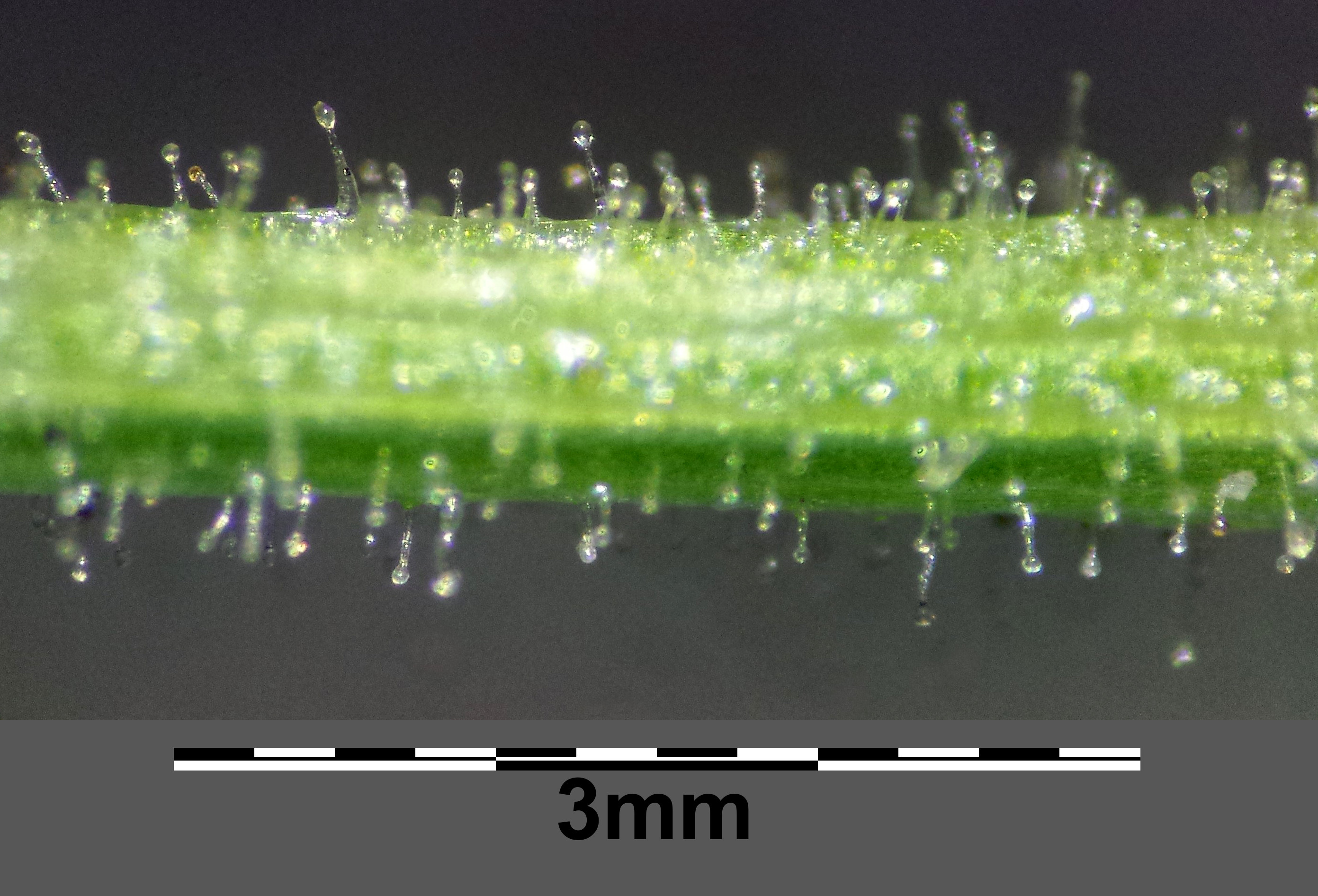
Der Stängel ist dicht drüsig behaart.

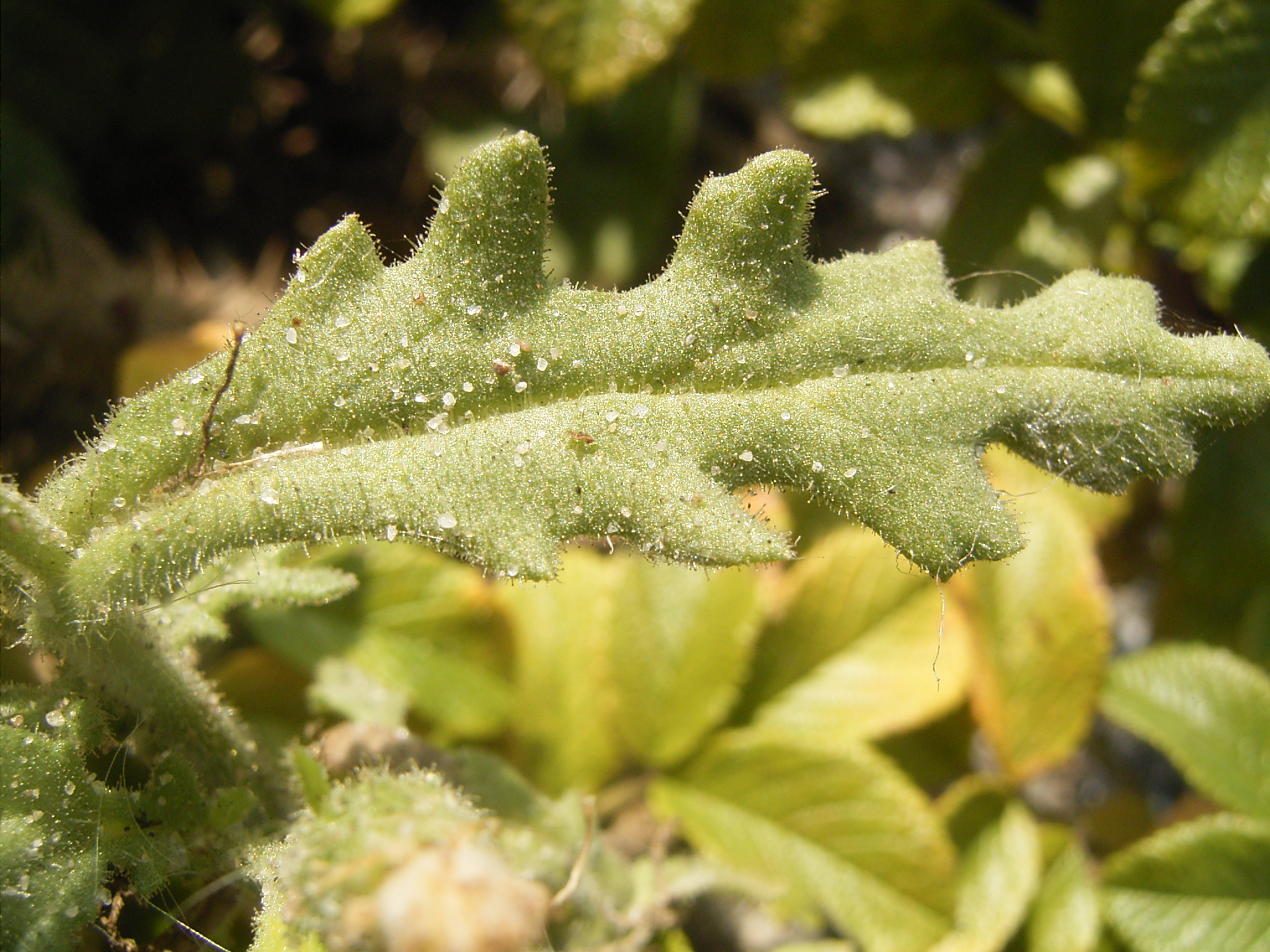
Drüsig behaartes, fiederspaltiges Laubblatt

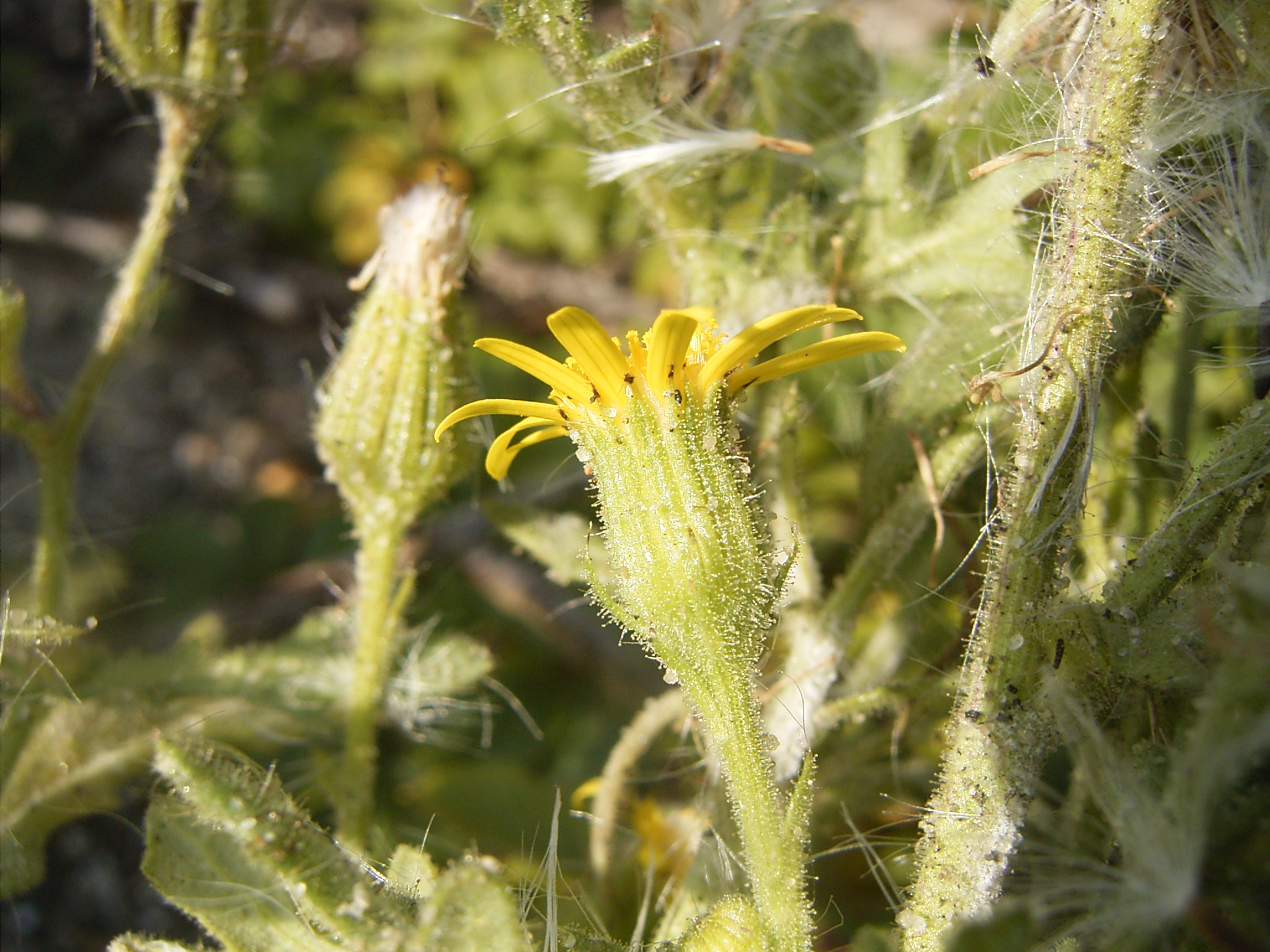
Drüsig behaarte Körbchenhülle eines knospigen Blütenkörbchens

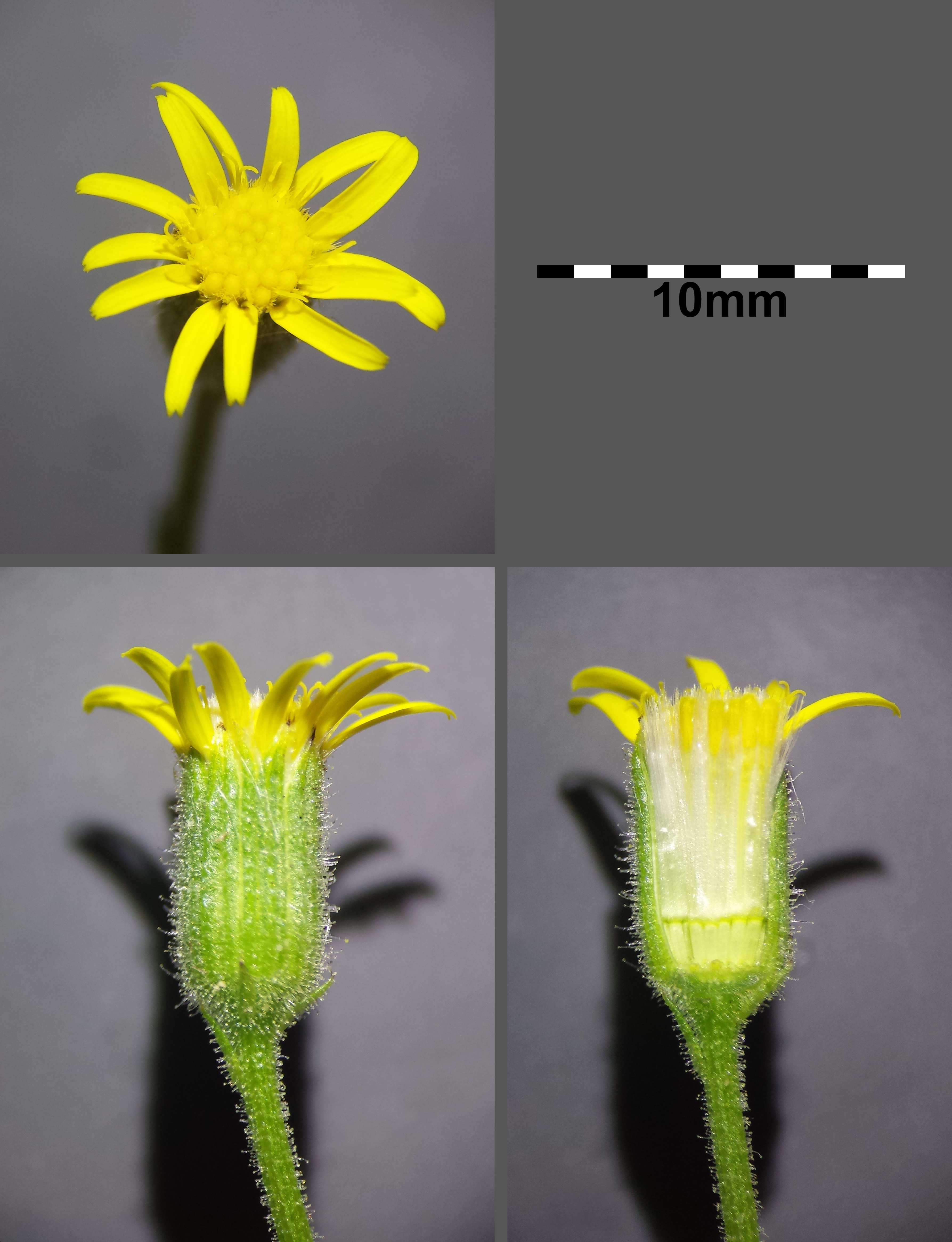
Blütenkorb: die Außenhüllblätter stehen locker ab, die Zungen der Zungenblüten sind mehr oder weniger eingerollt.

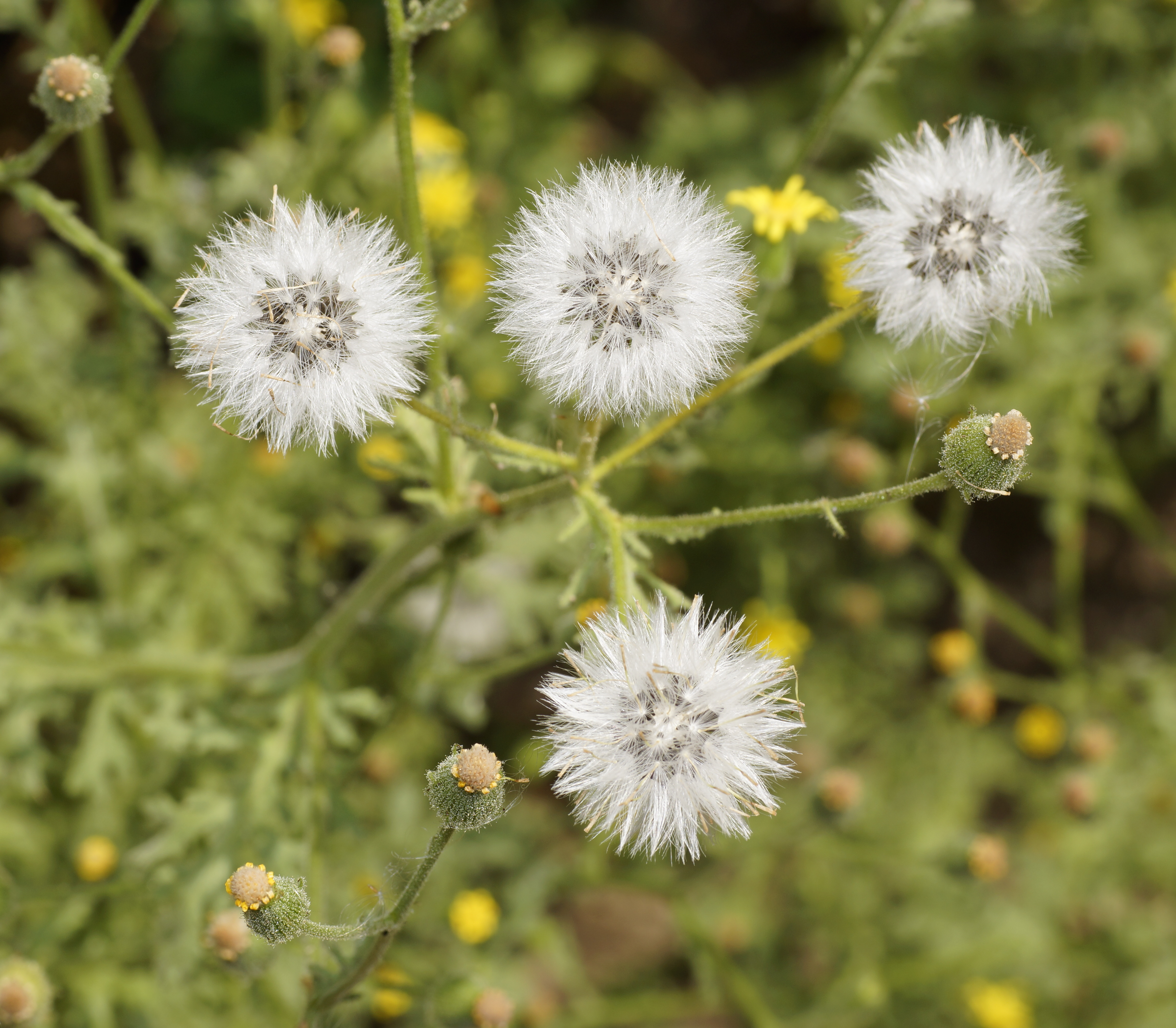
Fruchtstände und Pappus

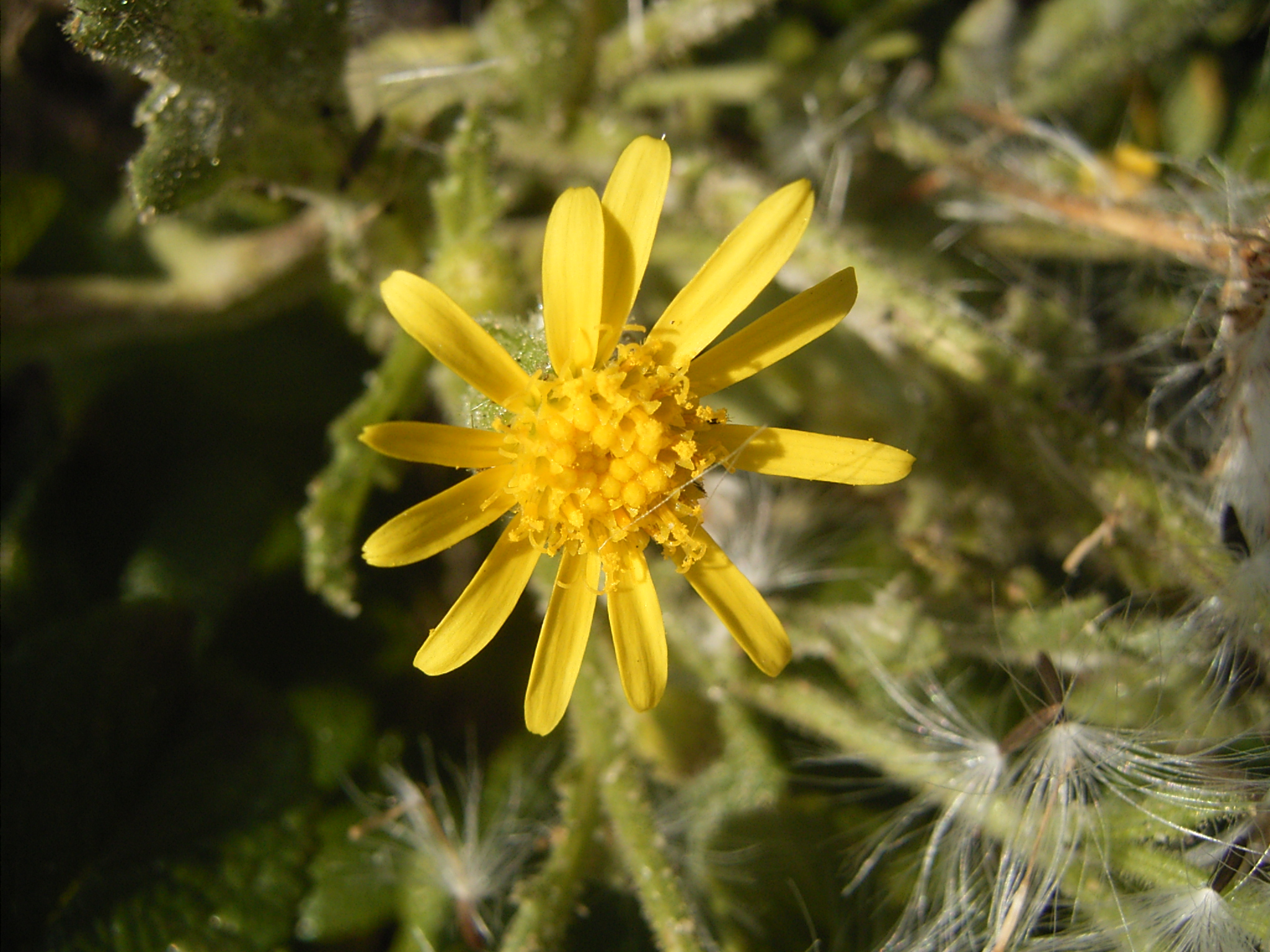
Blütenkörbchen mit gelben Zungen- und Röhrenblüten

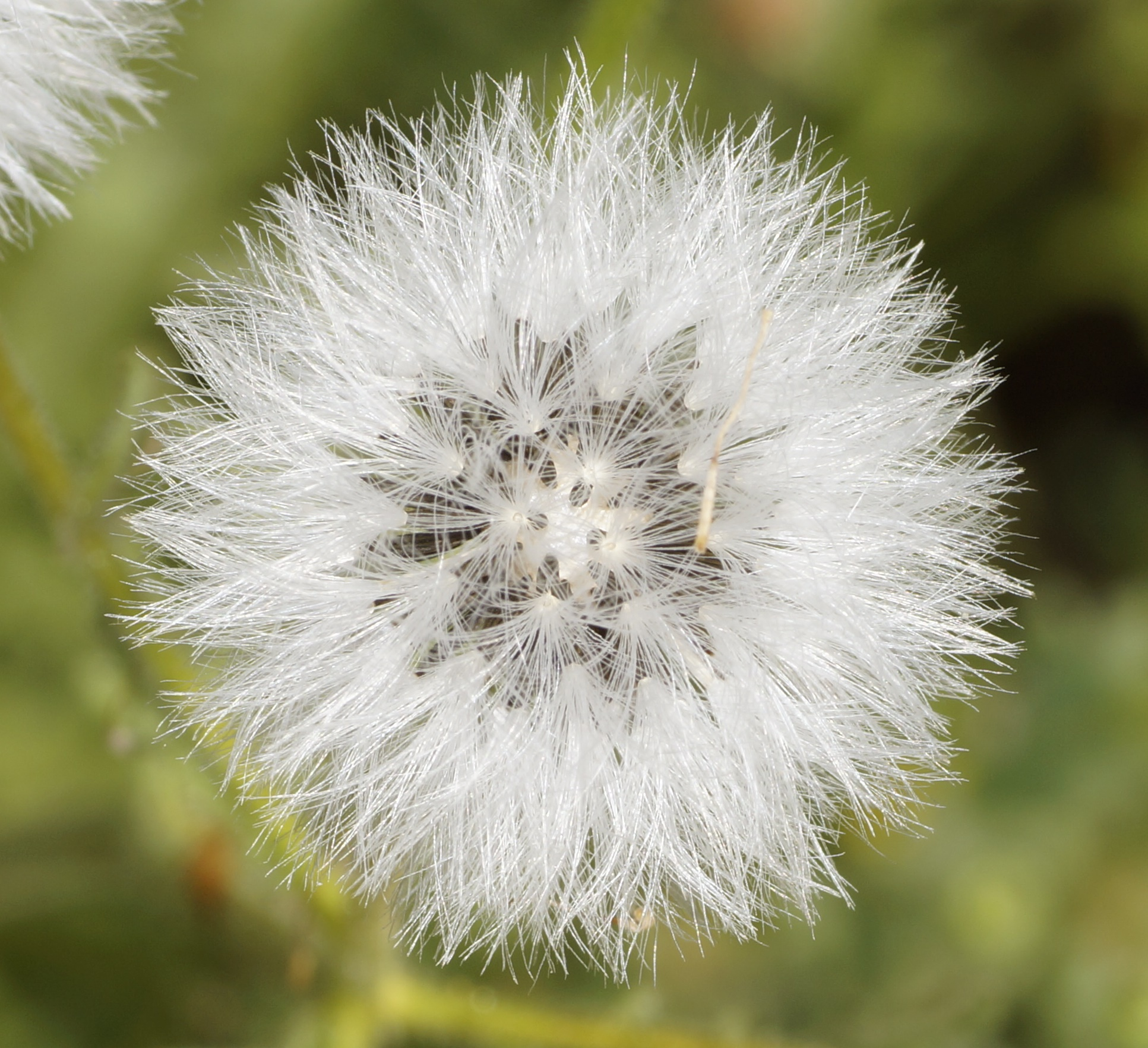
Fruchtstand im Detail und Pappus

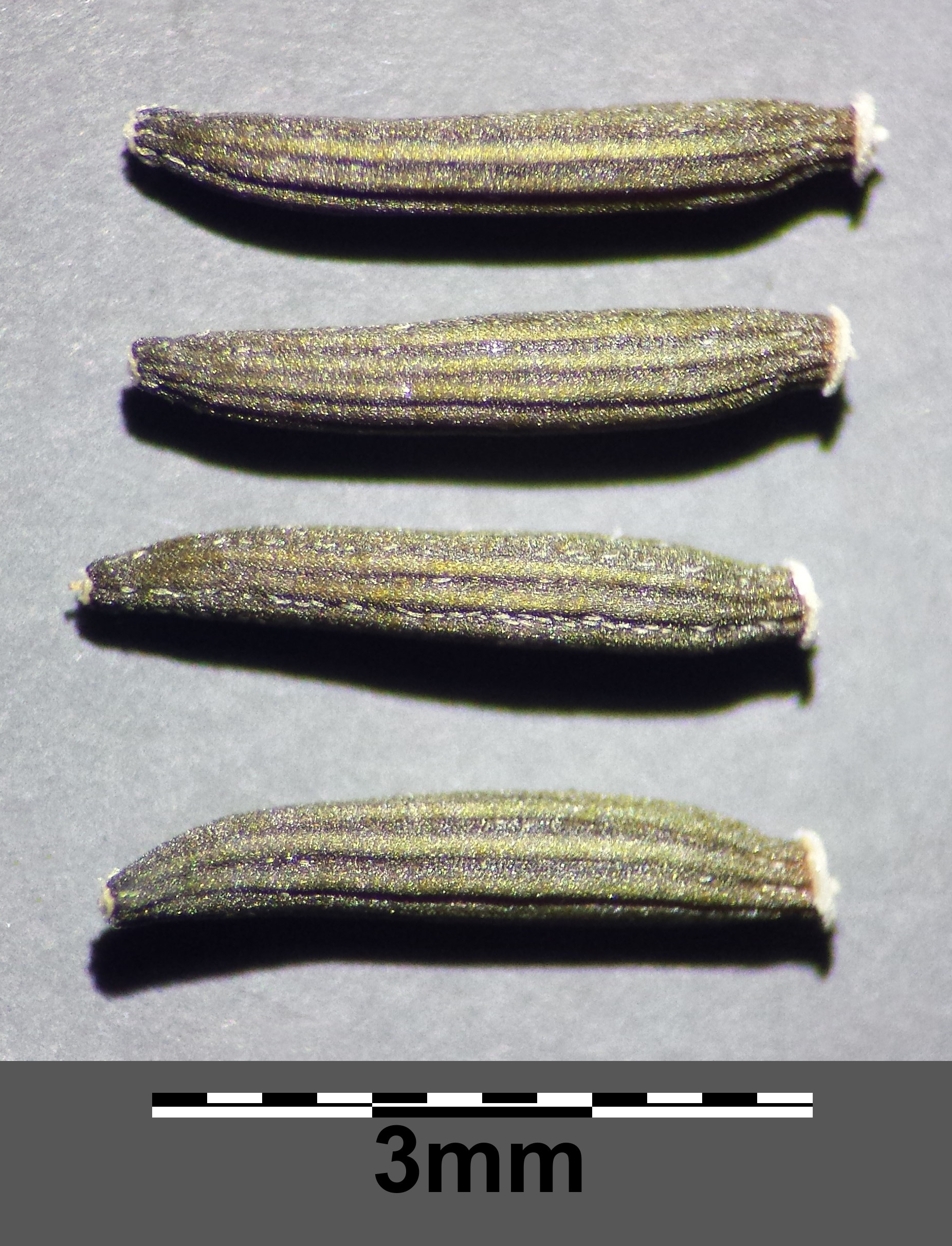
Die Früchte sind fast kahl.

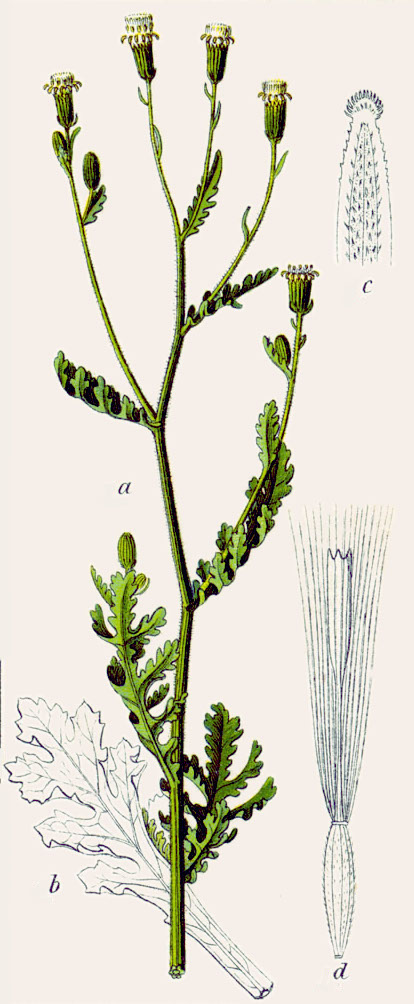
Illustration aus Johann Georg Sturm: Deutschlands Flora in Abbildungen, 1796

### Erscheinungsbild und Blatt
Das Klebrige Greiskraut ist eine auffallend unangenehm riechende, sommergrüne, einjährige krautige Pflanze, die Wuchshöhen von meist 20 bis 40 (10 bis 60) Zentimeter erreicht. Es wird eine Pfahlwurzel gebildet. Bis auf die Blüten und Früchte sind die oberirdischen Pflanzenteile mit kurzen, klebrigen Drüsenhaaren bedeckt. Der einzige Stängel je Exemplar ist verzweigt.
Die wechselständig am Stängel verteilt angeordneten Laubblätter sind in Blattstiel und Blattspreite gegliedert. Die Blattspreite ist bei einer Länge von 2 bis 7 Zentimeter und einer Breite von 1,5 bis 4 Zentimeter im Umriss verkehrt-eiförmig bis länglich. Sie hat eine sich verjüngende bis mehr oder weniger gestutzte Basis und ist tief fiederteilig bis -spaltig. Die Blattlappen sind schmal, lanzettlich, gewellt oder buchtig gezähnt. Die obersten Blätter sind kleiner, sitzend und mehr oder weniger stängelumfassend.

### Blütenstand und Blüte
Die Blütezeit erstreckt sich von (Juni) Juli bis September. In zusammengesetzten, unregelmäßigen, lockeren, schirmtraubigen Gesamtblütenständen stehen meist drei bis acht (1 bis 30) körbchenförmige Teilblütenstände zusammen. Die Körbchenhülle (Involucrum) ist bei einer Höhe von 9 bis 11 Millimeter und bei einem Durchmesser von 5 bis 6 Millimeter walzlich-glockig. Die wenigen, meist nur zwei bis drei, selten bis zu fünf, Außenhüllblätter stehen locker ab, teilweise bis zum Korbstiel herabgedrückt, und sind (das größte ist etwa 4 mm lang) fast halb so lang wie die inneren Hüllblätter. Die etwa 13 bis 21 Hüllblätter sind 5 bis 7 Millimeter lang und an der Spitze schwärzlich.
Die Blütenkörbchen enthalten gelbe, fertile Zungen- und Röhrenblüten. Die etwa 13 gelben Zungenblüten sind kurz und ihre 1 bis 2 Millimeter lange Zunge ist nur vor der Befruchtung und bei Sonnenschein ausgebreitet und meist früh zurückgeschlagen oder zurückgerollt, so dass sie leicht übersehen werden.

### Frucht
Die Achänen sind glatt und meist kahl. Der reinweiße Pappus ist zur Fruchtzeit dreimal so lang wie die Frucht.

### Chromosomensatz
Die Chromosomengrundzahl beträgt x = 10; es liegt Tetraploidie vor mit einer Chromosomenzahl von 2n = 40.

## Ökologie
Das Klebrige Greiskraut ist ein Therophyt.
Die Blüten sind bei sonnigem Wetter ausgebreitet, sonst sind die Zungenblüten zurückgekrümmt. Bestäuber sind Bienen.
Aufkriechende Insekten werden vermutlich vom klebrigen Stängel zurückgehalten. Die Achänen breiten sich über ihren Pappus als Schirmchenflieger aus, dennoch ist auch eine Ausbreitung als Wasserhafter möglich. Eine 75 cm hohe Pflanze produzierte an 426 Körbchen etwa 260.000 Einzelfrüchte.
Am Klebrigen Greiskraut wurden Coleosporium senecionis und Erysibe cichoriacearum als parasitäre Pilze beobachtet. Zoocecidien werden durch Tephritis marginata, Trypetes longirostris und durch eine Diplosonarus-Art hervorgerufen.

## Vorkommen
Das Klebrige Greiskraut kommt ursprünglich in Westasien, im Kaukasusgebiet, Ost-, Mittel- und Südosteuropas vor. Als indigene Pflanze gilt sie in den baltischen Staaten, in Armenien, Georgien, Ciskaukasien, Spanien, Frankreich, Belgien, in den Niederlanden, in Deutschland, Österreich, Schweiz, Italien, Polen, Tschechien, in der Slowakei, in Slowenien, Ungarn, Serbien, Kroatien, Montenegro, Bulgarien, Albanien, Rumänien, Mazedonien, Griechenland und in der Türkei. Als Neophyt findet man das Klebrige Greiskraut in Skandinavien, dem ozeanischen Nordamerika, in Ostasien sowie auf den Britischen Inseln.
Ursprünglich ist das Klebrige Greiskraut wohl in Sandheiden und Binnendünen der atlantisch geprägten, submediterranen und kühlgemäßigten Klimabereiche beheimatet, von wo aus ihre synanthrope Ausbreitung entlang von Straßen und Bahndämmen erfolgte. In Siedlungsferne kommt es vor in Silikat-Steinschutt-Gesellschaften des Verbands Galeopsion segetum, sekundär dann in Gesellschaften der Verbände Sisymbrion oder Epilobion angustifolii.
Es gedeiht in den collinen bis montanen Höhenstufen. In den Allgäuer Alpen steigt es am Südfuß des Grünten in Bayern bis zu 1120 m Meereshöhe auf.
In den Alpen steigt das Klebrige Greiskraut im Kanton Wallis bis in Höhenlagen von 2275 Metern und im Kaukasus bis 2500 Meter. 
In Mitteleuropa tritt es häufig auf, fehlt aber im westlichen Tiefland, im Alpenvorland und in den Ostalpen in kleineren Gebieten; es kommt an seinen Standorten oft in kleineren, individuenreichen Beständen vor. In Österreich ist es in allen Bundesländern häufig.
Das Klebrige Greiskraut braucht steinigen oder sandig-grusigen Untergrund, der oft kalkarm ist, dies aber nicht sein muss. Es besiedelt Bahngleise, Wegränder, Felsschutt oder Bauschutt und geht auch häufig auf Waldschläge. Es ist schwach kalkmeidend. Die ökologischen Zeigerwerte nach Landolt et al. 2010 sind in der Schweiz: Feuchtezahl F = 2+ (frisch), Lichtzahl L = 4 (hell), Reaktionszahl R = 3 (schwach sauer bis neutral), Temperaturzahl T = 2+ (unter-subalpin und ober-montan), Nährstoffzahl N = 3 (mäßig nährstoffarm bis mäßig nährstoffreich), Kontinentalitätszahl K = 4 (subkontinental).
Es handelt sich um eine potentielle invasive Pflanze, besonders da sie über Saatgut von Nutzpflanzen ausgebreitet werden kann.

## Taxonomie
Die Erstveröffentlichung von Senecio viscosus erfolgte 1753 durch Carl von Linné in Species Plantarum, Band 2, S. 868. Ein Synonym für Senecio viscosus ist Senecio calvertii Boiss.